# Manija
Manija (în rusă Манижа, n. 8 iulie 1991, Душанбе, Republica Sovietică Socialistă Tadjikă, URSS) este o cântăreață și activistă rusă de origine tadjică. A reprezentat țara sa la Concursul Muzical Eurovision 2021 cu piesa Russian Woman, cu care s-a clasificat pe locul 9.